# Bernhard Klein (Bildhauer)
Bernhard Klein (getauft am 1. Mai 1565 in Stuttgart; begraben am 1. Juni 1636 in Braunschweig) war ein deutscher Steinbildhauer und Stuckateur, der im Raum Braunschweig arbeitete.

## Leben
Bernhard Klein ist von 1565 bis 1590 in seiner Heimatstadt Stuttgart nachweisbar, er wurde am 29. November 1596 Neubürger im Braunschweiger Weichbild Hagen und heiratete dort in der Katharinenkirche am 6. Dezember 1596 Anna Kocks. Er war bis 1600 in Braunschweig ansässig und tätig und er erscheint dort in den Kirchenbüchern der Katharinenkirche auch wieder ab 1606 und bis zu seinem Tod 1636. Nach eigenen Angaben erstellte er für die Stadt selbst kein Werk. Er hatte einen Sohn Berent, der bei ihm beschäftigt war. Bei der Herstellung der Kanzel aus Stuck in der Marktkirche in Hannover stürzte dieser ab und verstarb am 19. Mai 1614. Laut H. Meiers Häuserbuch der Stadt Braunschweig (im Stadtarchiv) besaß „Berend Kleinen“ bis 1608 das Haus Nr. 1406 (Hagenmarkt 17) und „Berendt Kleinen“ von 1598 bis 1623 das Haus Nr. 1948 ebenfalls im Hagen (Steinweg 41).

## Werk
Das steinerne Grabmal für Hans von Bülow († 20. Dezember 1599) in der Katharinenkirche zu Oebisfelde trägt folgenden Hinweis: Berent Kleine von Brunsweich hat dieses Werk gerichtet. Es ist das einzige erhaltene Werk Kleins. Ein weiteres, die Kanzel der Marktkirche in Hannover, wurde im Jahre 1853 bei einer Umbaumaßnahme beseitigt.
Für Statius von Münchhausen stuckierte er im Schloss Neuhaus in Leitzkau Räume mit Gips und er schmückte die Priechenbrüstung in der Pfarrkirche Bevern mit Brustbild und Wappen Münchhausens. Das stuckierte Turmzimmer des Wolfsburger Schlosses geht auf ihn zurück.
Am 6. Dezember 1615 richtete er ein schriftliches Gesuch an die Stadt Braunschweig, in dem er anbot, die Tore von St. Magni und St. Ägidien in Braunschweig wiederherzustellen, die beim Angriff von Herzog Friedrich Ulrich zerstört wurden. Er stellte in diesem Schreiben seine Qualifikation ausführlich dar, erhielt jedoch keinen Auftrag, denn sein Name wurde in keiner Rechnung zum Festungsbau genannt.

## Familie
Laut den Kirchenbüchern der Katharinenkirche in Braunschweig ließ „Bernhart Kleine“ am 10. Dezember 1599 und am 19. August 1606 zwei Söhne Jochim und Henni Kleine taufen, die seiner Ehe mit Anna Kock entstammten. Im Jahr 1608 starben kurz nacheinander im November und Dezember wohl diese beiden Söhne sowie ein weiteres Kind. Ein Taufeintrag für den rechnerisch 1601/1602 geborenen Sohn Berent fehlt in Braunschweig (soweit die Kirchenbücher schon so früh beginnen). Dieser Sohn fügt sich aber zeitlich gut in die bekannte Kinderreihe ein und kann geboren sein, als sein Vater beruflich anderswo zu tun hatte. Am 11. August 1622 starb bei St. Katharinen „Berent Kleinen fruwe“, woraufhin Berendt Kleine dort am 9. Februar 1623 Margareta Langhans heiratete. Diese war am 11. Januar 1590 als Tochter von Albert Langehans in St. Katharinen getauft worden, diese letzte Ehe des Bildhauers Klein blieb kinderlos. Bernhard Klein starb 1636 in Braunschweig und seine Witwe Margareta Langehans verheiratete sich am 23. April 1638 in der Katharinenkirche wieder an den Witwer Hans Fechter (Vechter). Dieser war Tischler von Beruf, von Hans Fechter sind 1643 Tischlerarbeiten auf dem Grauhof in Braunschweig belegt. Laut Häuserbuch der Stadt Braunschweig besaß Hans Fechter 1615–1645 das Haus Nr. 2778 (Höhe 4) im Braunschweiger Weichbild Sack und 1645–1658 das Haus Nr. 550 (Güldenstraße 3) in der Altstadt. Hans Fechter wurde am 4. August 1657 in Braunschweig-Altstadt (St. Martini) beerdigt.
„Berent Klien“ war am 11. Juli 1608 Pate in St. Katharinen bei Ditmar Kocks Tochter Gerdruth, dies also Verwandte von Bernhard Kleins erster Ehefrau Anna Kock (Ditmar/Detmar Kock ließ von 1602 bis 1611 fünf Kinder in St. Katharinen taufen, er heiratete dort aber nicht).
Bernhard Kleins ältere Schwester Agnes Klein (um 1545–1585) heiratete 1566 den Weingärtner Georg Laux in Stuttgart. Der Sohn Markus Laux (1579–1638) wurde Verwalter des Evangelischen Stifts in Tübingen und dessen Sohn Johann Friedrich Laux (1623–1669) Hofprediger in Stuttgart. Dieser war der Urururgroßvater des Philosophen Friedrich Wilhelm Joseph von Schelling (1775–1854).